# Jule Nagel (Influencerin)
Jule Nagel (* 2. November 2002) ist eine deutsche Influencerin, die unter dem Namen julesboringlife vorwiegend auf den Plattformen TikTok, Instagram und Snapchat aktiv ist.

## Leben und Wirken
Jule Nagel ist zusammen mit einer jüngeren Schwester in Baden-Württemberg, in der Nähe von Stuttgart, aufgewachsen.
Im Jahr 2015, als Jule zwölf Jahre alt war, bemerkte ihre Mutter eine Beule am Hals ihrer Tochter. In der Folge stellte sich heraus, dass sie an Morbus Hodgkin (Lymphknotenkrebs) erkrankt ist. Nach einer Chemotherapie und mehreren Operationen gilt sie seit dem 18. Januar 2016 als krebsfrei. Heute macht Jule Nagel immer wieder auf ihren Kanälen und für die Deutsche Krebshilfe auf das Thema Krebs aufmerksam.
Mit 14 Jahren begann sie Videos im Internet zu posten. Zwei Jahre später folgte der Durchbruch auf Tiktok, innerhalb weniger Monate erreichte sie eine Million Follower. Inzwischen hat sie auf Tiktok und Instagram jeweils mehrere Millionen Anhänger.